# Nudobius
Nudobius är ett släkte av skalbaggar som beskrevs av Thomson 1860. Nudobius ingår i familjen kortvingar.
Släktet innehåller bara arten Nudobius lentus.